# Céntulo III de Bigorra
Céntulo III de Bigorra (fallecido en 1178) fue el conde de Bigorra y vizconde de Marsán desde el año 1163 hasta su muerte. Era el hijo mayor del vizconde Pedro de Marsán y la condesa Beatriz II de Bigorra.

## Biografía
El documento más antiguo donde le encontramos citado es un acta de donación del 7 de febrero de 1148, por la que se concede una villa a la Orden del Temple. Al figurar Céntulo junto a sus padres podemos situar su nacimiento antes de 1140 e incluso más anteriormente, puesto que se casó en 1155.
Su matrimonio se orquestó con Matilde del Balzo, prima de Ramón Berenguer IV, conde de Barcelona y príncipe consorte de Aragón, quien aportó como dote el valle de Arán. En 1170, al ya conde Céntulo III se le confirmó la posesión del valle al rendir vasallaje al rey Alfonso II de Aragón, que además le nombró conde de Pallars Sobirá y Ribagorza.
En 1171, Céntulo otorga al burgo de Bagnères-de-Bigorre una carta de derechos y franquicias, con la que pretendía adaptar los fueros que ya se disfrutaban a la nueva situación interna del condado e impulsar el desarrollo económico y la solidaridad entre la población frente a los ataques exteriores. Esta carta creaba una comunidad que ofrecían su vasallaje directamente al señor, al que ofrecían asistencia militar en forma de alojamiento de sus tropas y garantizaban colectivamente el pago de las regalías individuales. A cambio, el señor acordaba una exención fiscal, protección de particulares y concesión de poderes, especialmente en justicia. La comunidad además recibió el derecho de organizarse políticamente y elegir sus representantes.
Al final de su vida, con el fin de normalizar sus relaciones con la Casa de Cominges y poner fin a las incesantes guerras entre ambas dinastías, promete su hija Beatriz al conde Bernardo IV.

## Matrimonio y descendencia
Céntulo III se casó en 1155 con Matilde del Balzo, viuda del vizconde Pedro III de Bearne e hija de Raimundo, señor del Balzo, y de Estefanía de Provenza. De este matrimonio nació Estefanía, que asumió el título de condesa de Bigorra con el nombre de Beatriz III y estuvo casada con Bernardo IV de Cominges entre 1180 y 1192, cuando la repudió.
| Predecesor: Pedro de Marsán Beatriz II | Conde de Bigorra 1163-1178   | Sucesor: Beatriz III |
| Predecesor: Pedro                      | Vizconde de Marsán 1163-1178 | Sucesor: Beatriz III |